# Боршна
Боршна́ — село в Україні, у Прилуцькому районі Чернігівської області. Населення становить 638 осіб. Входить до складу Сухополов'янської сільської громади.
Село постраждало внаслідок геноциду української нації, проведеного урядом СССР 1932—1933 та, повторно, 1946—1947 роках.

## Географія
Боршна — село Прилуцького району, Сухополов'янської сільської громади. Розташоване на р. Боршній (правій приток р. Удаю), за 11 км від райцентру і залізнич.ст. Прилуки, на автотрасі Київ-Суми.

## Історія
До 1781 року село входило до Переволочанської сотні Прилуцького полку, а потім до Прилуцького повіту Чернігівського намісництва
У 1862 році у селі володарському казеному та козачому Боршна була церква, каплиця та 269 дворів де проживало 1058 осіб
Найдавніше знаходження на мапах 1869 рік
У 1911 році у селі Боршна була церква Пророка Іллі, церковно-прихідська школа та жило 1427 осіб
З 1917 — у складі УНР. Проте 1921 тут остаточно встановлено комуністичний режим. 1930, на початок масового терору проти самостійних господарників, у селі був 341 двір і півтори тисячі мешканців.
За даними історика Володимира Теліщака, за опір незаконним конфіскаціям комуністи депортували із села значну групу українців. Того ж року закрили Іллінську церкву та арештували священика Іоанна Лабунського. Після Великодня 1930 року у селі розгорнувся систематичний опір російській владі. Його детонатором стало побиття комуністами кількох жінок та спроби пограбування закритої Іллінської церкви. На початку червня Прилуцька залога ДПУ СССР змушена була вдатися до масових арештів. Під час цієї акції зафіксовані спорадичні перестрілки з групами опору.
1941 комуністи утекли із села. Тоді ж прилуцької тюрми звільнено отця Іоанна Лабунського, який знову відкрив церкву святого Іллі Пророка. Проте 1944 сільського пастора знову заарештовують і поміщують до ГУЛАГ СССР.
З 1991 — у складі держави Україна.
До 2020 року орган місцевого самоврядування — Валківська сільська рада.

## Політика

### Парламентські вибори, 2019
На позачергових парламентських виборах 2019 року у селі функціонувала окрема виборча дільниця № 740586, розташована у приміщенні будинку культури.
Результати
- зареєстровано 453 виборці, явка 66,89%, найбільше голосів віддано за «Слугу народу» — 36,54%, за Всеукраїнське об'єднання «Батьківщина» — 21,59%, за Радикальну партію Олега Ляшка — 13,62%[8]. В одномандатному окрузі найбільше голосів отримав Сергій Коровченко (самовисування) — 29,21%, за Бориса Приходька (самовисування) — 19,59%, за Дмитра Пахомова (Слуга народу) — 15,81%[9].

## Населення

### Мова
Розподіл населення за рідною мовою за даними перепису 2001 року:
| Мова            | Кількість | Відсоток |
| --------------- | --------- | -------- |
| українська      | 625       | 97.96%   |
| російська       | 11        | 1.72%    |
| румунська       | 1         | 0.16%    |
| інші/не вказали | 1         | 0.16%    |
| Усього          | 638       | 100%     |

## Пам'ятки
- Група курганів (6)[d] (II-I тис. до н. е.);
- Братська могила радянських воїнів[d], які загинули при звільненні села у 1943р.;
- Пам’ятний знак 109 воїнам-односельчанам[d], які загинули в 1941-1945рр.;
- Група братських могил радянських воїнів (3)[d];

## Відомі люди
- Вотчал Євген Пилипович — український ботанік, фізіолог рослин, академік АН УРСР.
- Коробейник Сергій Олексійович (1972—2022) — молодший сержант збройних сил України, учасник російсько-української війни.
- Одним із найвидатніших вихідців із села є Покотило Михайло Федорович (1906—1971) — відомий український актор та режисер.
- Потієнко Анатолій Юрійович (1983—2015) — солдат Збройних сил України, учасник російсько-української війни.
- Кошуба Роман Максимович — Повний георг. кавалер. Кавалерійські війська. Взводний унтер-офіцер 3-го ескадрону 9-го гусарського Київського полку.[11]